# Matthew Hamon
Matthew Hamon (conocido como Matt Hamon; San Francisco, 3 de septiembre de 1968) es un deportista estadounidense que compitió en ciclismo en la modalidad de pista. Ganó una medalla de bronce en el Campeonato Mundial de Ciclismo en Pista de 1995, en la prueba de persecución por equipos.

## Medallero internacional
| Campeonato Mundial | Campeonato Mundial | Campeonato Mundial | Campeonato Mundial      |
| Año                | Lugar              | Medalla            | Competición             |
| ------------------ | ------------------ | ------------------ | ----------------------- |
| 1995               | Bogotá (Colombia)  | Medalla de bronce  | Persecución por equipos |